# 陥入爪

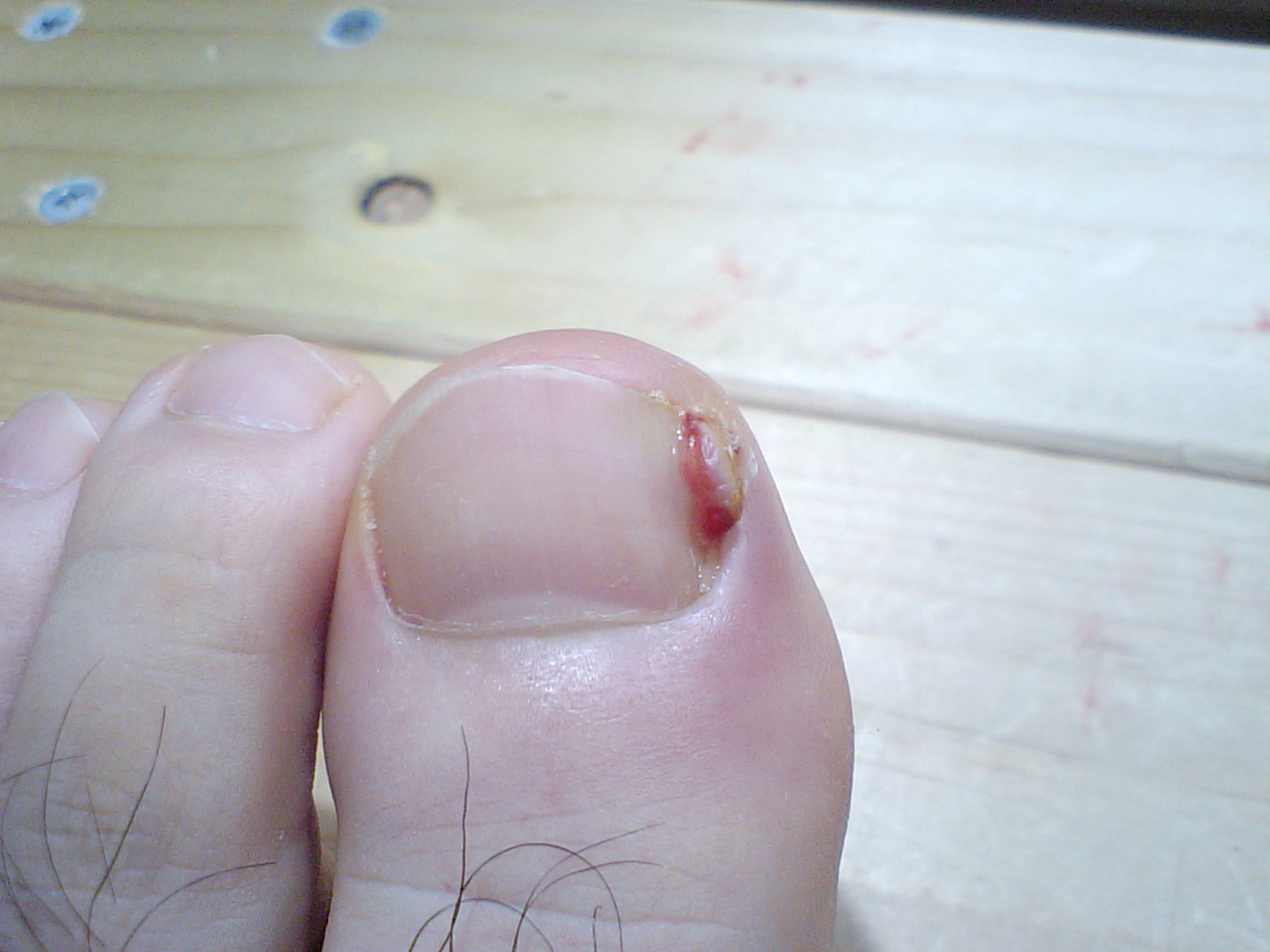
化膿した肉芽腫（正面）

陥入爪（かんにゅうそう）とは、爪甲側縁が周囲の軟部組織に食い込んでしまい、疼痛、炎症、肉芽形成、二次感染を引き起こした状態。
従来外科手術が施されたが、21世紀では矯正器具を使った保存的治療法も行われるようになった。
巻き爪と混同されがちだが、巻き爪は爪甲の先端が内側に巻いたように変形し爪床を挟んだ状態をいい陥入爪とは異なる。ただ陥入爪と巻き爪の主な原因には共通する点があり並存することも多い。

## 原因

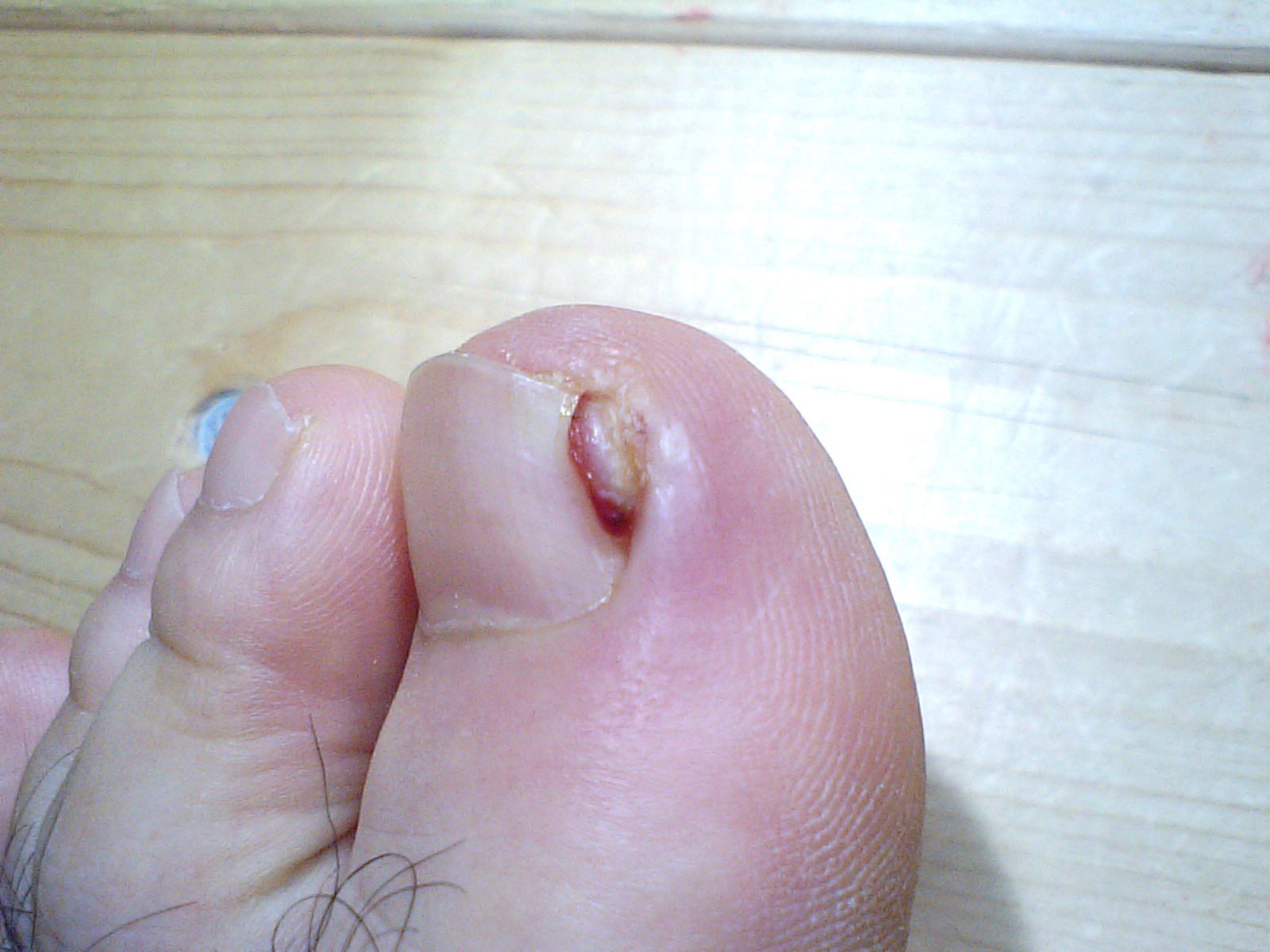
化膿した肉芽腫（側面）

陥入爪や巻き爪の原因には、物理的な外力（幅の狭い靴やハイヒールによる足趾への圧力、加齢や下肢麻痺に伴う歩行荷重の減少に伴う爪の支持組織の萎縮）、爪の切り方（深爪）、足の形（外反母趾）などである。
爪の端を短く切りすぎることが原因であり、痛みを緩和するためにさらに短く切ることで悪循環となる。
また、多趾に陥入爪が見られるときは、遺伝や抗がん剤（分子標的治療薬等）の副作用が原因になっている場合がある。

## 治療

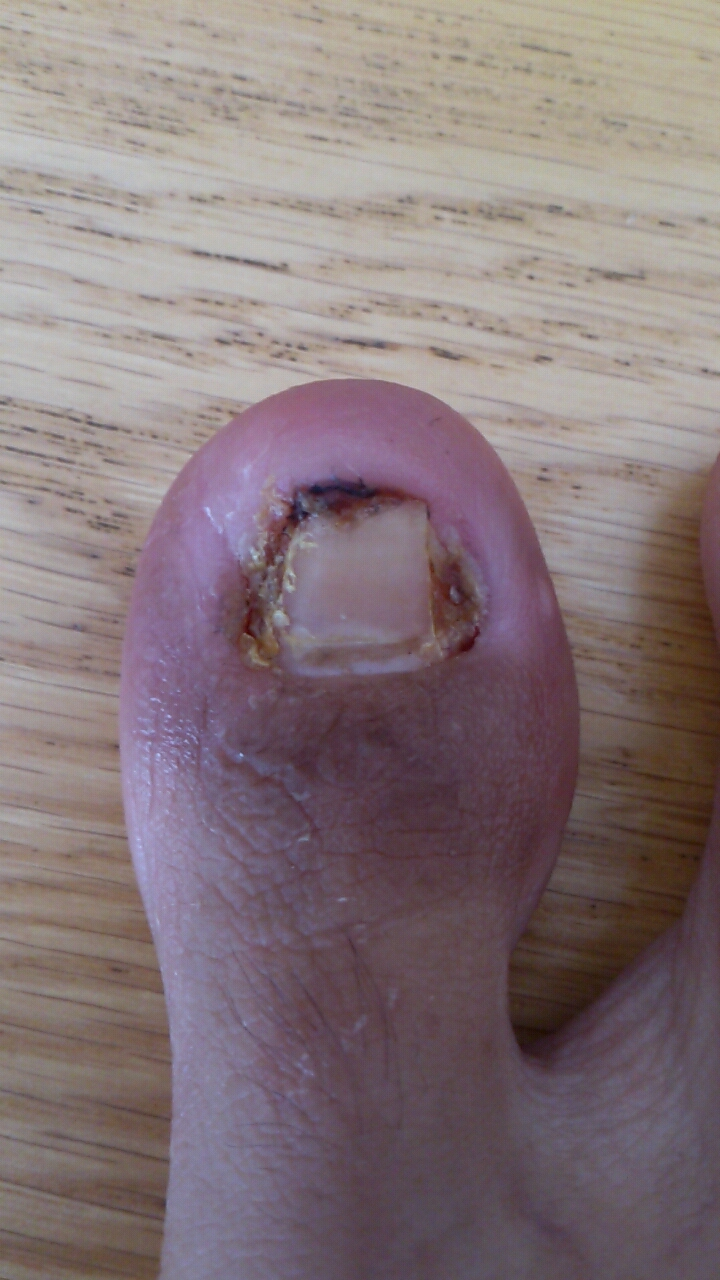
抜爪手術後

従来外科的治療（手術）しか選択がなかったが、1999年に町田英一らがワイヤーを使った保存的治療法を紹介し、（対応できる病院では）保存的治療で難しい場合に手術が選択される傾向にある。2015年のガイドラインでは、最初にワイヤーなど保存的治療が優先されるが、今後のランダム化比較試験などの研究が望まれるとされている。
保存的治療
- ワイヤーによる矯正 - 爪に穴をあけワイヤーを通して広げる方法。コットンやテーピングを併用すれば多くの場合対応できる[5]。VHO法では、爪の両端にワイヤーのフックをひっかけ広げる[2]。VHO法では肉芽があると対応が難しい場合があり、ガター法などを併用することがある[6]。
- 金属プレートによる矯正
- 巻き爪ロボ - 湯で爪を軟化させ器具で圧力をかけ、一度で陥入を解除できることも多い[7]。
- アクリル人口爪 - 爪の甲を長くする[2]。実施できる施設の数が十分ではないが[2]、重症でも実施しやすい[8]。

食い込んでいる爪の根治的治療にはガター法、ワイヤー法、フェノール法などがある。手術やフェノール法は推奨できないとする意見もある。
外科的治療
- フェノール法 - 縁の爪が生えないようにフェノールを使って腐食させる。時間を経て爪が変形するので推奨しないという意見もある[2]。
- 手術(抜爪など) - 爪を剥がしても8割は再発する[9]。小坂式の術法では術後6か月後の111指の8割に変形や痛みがなく、再発は4%であった[10]。重度に爪が変形することがある[2]。
- ガター法 - 爪郭に沿って一方を切り開いたチューブを挿入し爪を浮かせる。

反応性の肉芽形成が見られる場合には、液体窒素による凍結凝固、炭酸ガスレーザーによる蒸散、硝酸銀などによる焼灼による治療が行われる。
また、一部の治療法（保存的療法等）を行う前に局所麻酔を希望することも可能。麻酔をかけることにより、上記の治療に伴う激痛を軽減することができる。

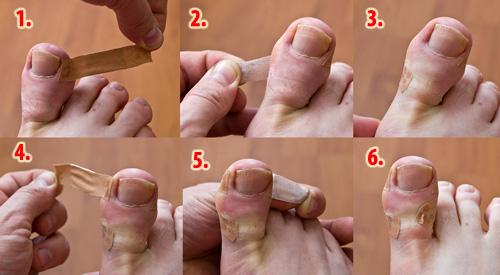
テーピングの方法。

痛みを緩和する方法として、遊離縁の溝へのコットンを詰めたりテーピング（らせん巻き等）がある。ただし、遊離縁の溝へのコットンなどの挿入は適切な厚みにしないと圧迫による痛みや爪甲剥離を引き起こす。軽症ではコットンだけで軽快することがある。
陥入爪を含む痛みをもたらす足病変のケアにより、足の運動機能が向上した。

## 予防
ただし陥入爪そのものは爪の内部組織が爪によって傷付けられればそれだけで発生するため、爪を切ったことが徒となって逆に爪内部を傷付ける爪の形状となってしまう事もあり、特に症例を発症しやすい巻き爪気味の場合は、適度の爪の長さを日頃から試しておくと良い。

## 陥入爪をめぐる出来事
- 2023年、陥入爪で行動不能になった登山者がヘリコプターで救助される事案が発生。安易に山岳救助を求めた事例として話題となった[12]。